# Maria Filomena Singh

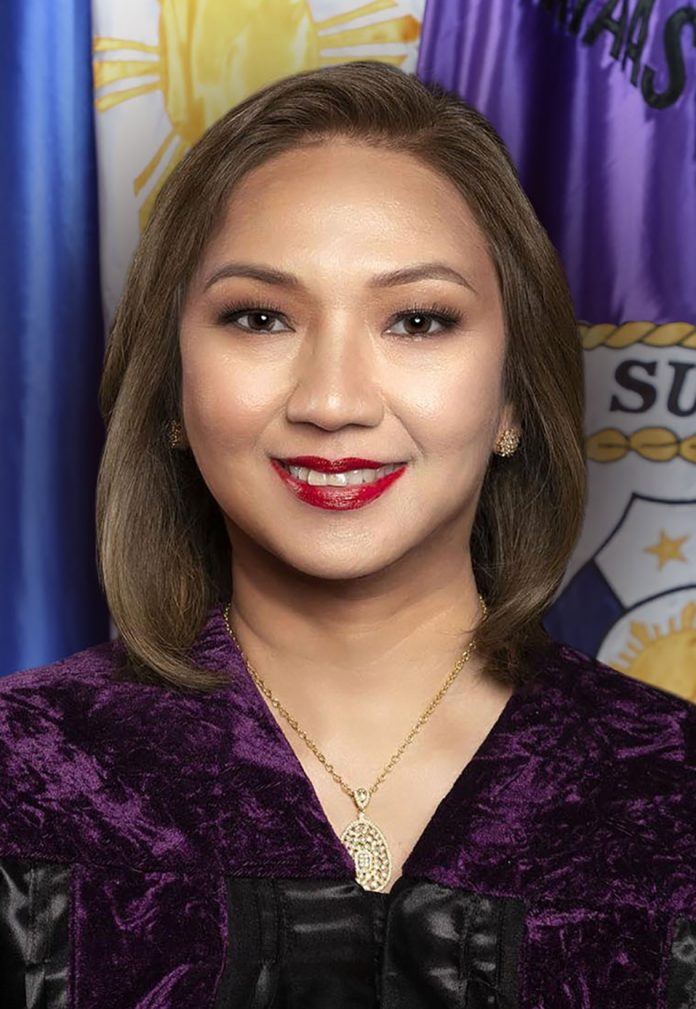
Maria Filomena Singh (2022)

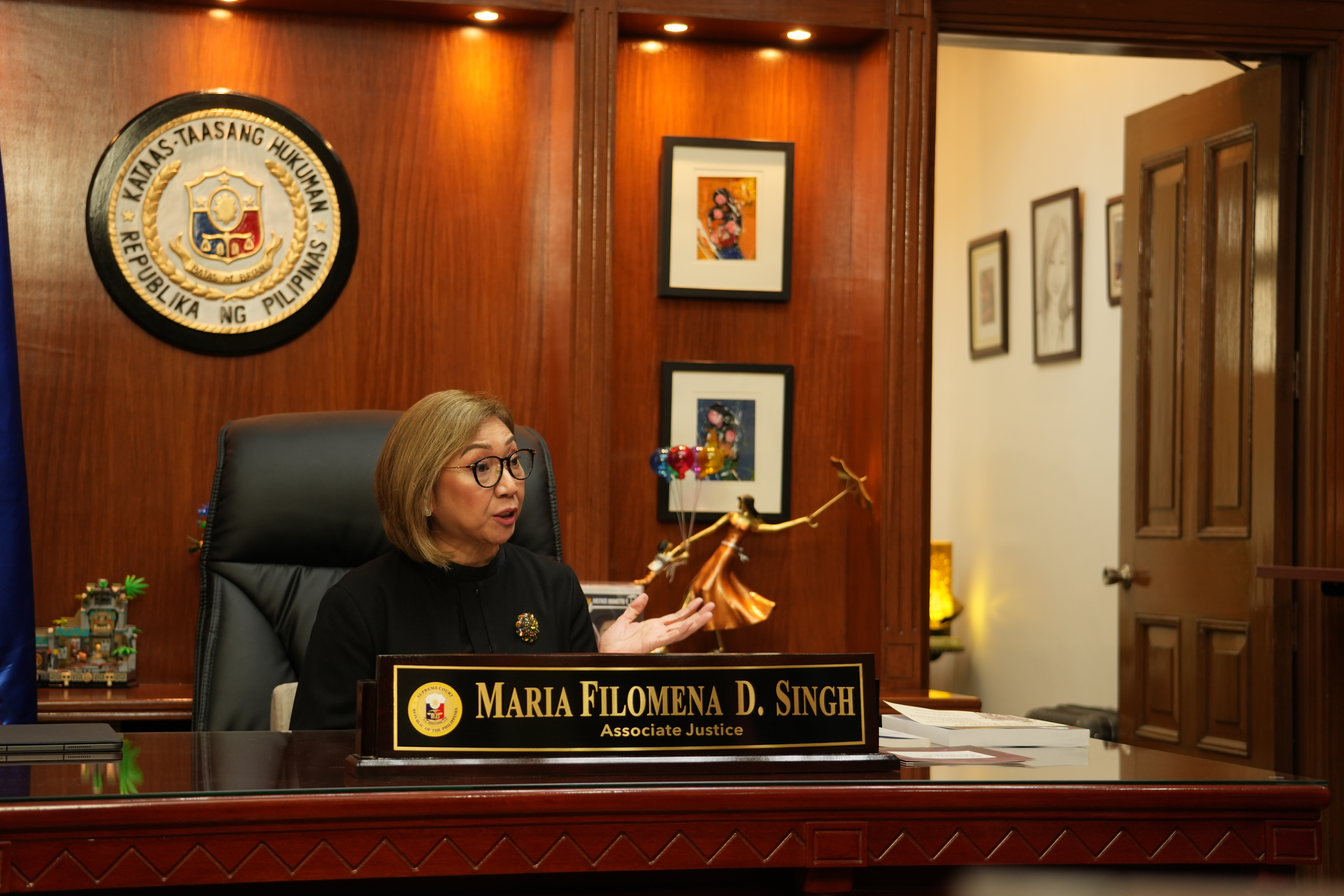
Maria Filomena Singh in Sitzung (2024)

Maria Filomena Dumandan Singh (* 25. Juni 1966) ist eine philippinische Juristin. Seit 2022 ist sie Richterin am Obersten Gerichtshof der Philippinen.

## Leben und Wirken
Singh studierte Rechtswissenschaften an der Ateneo de Manila University, wo sie 1991 ihren Abschluss machte. Anschließend erwarb sie an der American University den Titel Master of Laws. 2002 trat sie in die philippinische Justiz ein und wurde am Stadtgericht (Metropolitan Trial Court) von Quezon City eingesetzt. 2007 wechselte sie als Vorsitzende Richterin an das Berufungsgericht (Regional Trial Court) von Quezon City. Von August 2009 bis Juni 2010 war Singh als Hubert H. Humphrey Fellow beim Außenministerium der Vereinigten Staaten tätig und arbeitete hier in Kooperation mit der Weltbank an Reformprojekten in Europa und Zentralasien. 2014 wurde Singh zur Richterin am philippinischen Appellationsgerichtshof ernannt. Dort war sie Vorsitzender verschiedener interner Ausschüsse, unter anderem zur Fortbildung der Richter und zur Selbstregulation.
Am 18. Mai 2022 wurde Singh von Präsident Rodrigo Duterte als Richterin am Obersten Gerichtshof der Philippinen ernannt und am selben Tag vereidigt. Darüber hinaus war und ist sie als Dozentin an verschiedenen Law Schools des Landes tätig, unter anderem an der Ateneo de Manila University, der Universität De La Salle oder der Universität der Philippinen. Singh setzt sich insbesondere für Frauenrechte und die Stärkung von Frauen in der Justiz ein und ist so unter anderem Regionalvorsitzende für den asiatischen Pazifik der International Association of Women Judges (IAWJ). Am 19. April 2025 wurde sie für die Wahlperiode 2027 bis 2029 zur Präsidentin dieser Vereinigung gewählt. In ihrer Arbeit als Richterin am obersten Gerichtshof hat sie diverse Initiativen zur Förderung der Geschlechtergerechtigkeit eingebracht und Studien hierzu gefördert. Zudem ist sie stellvertretende Vorsitzende des Ausschusses zur Überarbeitung der Ethikkodizes philippinischer Richter.